# Милтън Фридман
Милтън Фридман (на английски: Milton Friedman) е американски икономист, статистик, известен най-вече с работата си в областта на макроикономиката и своята защита на свободния пазар.
През 1976 той получава Нобелова награда за икономика „за неговите постижения в областта на анализа на консумацията, монетарната история и теория и за неговата демонстрация на сложността на стабилизационната политика“. Той е най-известен сред учените със своето теоретично и емпирично изследване, особено анализ на консумацията, монетарна история и теория, и с демонстрацията на комплексността на стабилизационната политика. Той е бил икономически съветник на американския президент Роналд Рейгън. Много правителства са практикували неговата политическа философия, която възхвалява и величае добродетелите на икономическата система на свободния пазар с малка интервенция от държавата. Списание Economist го възхвалява като „най-влиятелния икономист от втората половина на 20 век…вероятно и като цяло“ (2006).

## Биография
Милтън Фридман е четвъртото и последно дете, единствен син на Сара Етел (Sarah Ethel (Landau)) и Хеньо Саул Фридман (Jenő Saul Friedman), еврейско семейство, емигрирало в САЩ от кралство Унгария. Завършва университета Рутгерс през 1932. След това има две възможности за стипендия, за да продължи образованието си – по математика и по икономика. Той избира втората, в Чикагския университет и се дипломира като магистър през 1933. Там среща и жена си Роуз. През 1933 – 1934 изучава статистика в Колумбийския университет.
Първото му работно място от 1935 е във Вашингтон и е свързано с инициативата Нов курс на Рузвелт, която дава работа на много млади икономисти.. През 1937 г. работи като сътрудник на Саймън Кузнец в Националното бюро за икономически изследвания (на английски: National Bureau of Economic Research). През периода 1941 – 43 работи като съветник на военновременните данъчни служби и е привърженик на кейнсианската система за облагане с данъци.
Академичната му кариера започва през 1940 в Уисконсинския университет, но прекъсва поради прояви на антисемитизъм. Продължава от 1943 в Колумбийския университет, където защитава докторска дисертация, след това в Университета в Минесота и от 1946 до пенсионирането си в продължение на 30 години е преподавател в Университета в Чикаго, където допринася за формирането на Чикагската икономическа школа.
Милтън Фридман е съпруг на Роуз Фридман и баща на Дейвид Фридман, които също са известни икономисти.
Умира на 16 ноември 2006 на 94-годишна възраст в болницата в Сан Франциско поради кардиологични проблеми.

## Икономика
В началото Фридман е кейнсиански поддръжник на Новия курс и защитник и популяризатор на правителствените интервенции в икономиката, но през 50-те години на 20 век прави повторна интерпретация на кейнсианската консуматорска функция, с което поставя под въпрос основния кейнсиански модел. В Чикагския университет Фридман става противник на кейнсианската икономика. През 1960-те г. предлага алтернативна макроикономическа политика, известна като „монетаризъм“.
Предизвикателството на Фридман спрямо онова, което той по-късно нарича „наивен кейнесианизъм“ (за разлика от новата кейнсианска теория), започва през 1950 с интерпретация на функцията за потребление. Той се превръща в основен противник на активните кейнсиански правителствени политики. В края на 1960 той описва своя подход (заедно с всички основни икономики) като използващи „кейнсиански език и апарати“, но все пак отхвърлящи неговите „първоначални“ заключения. През 1960 той насърчава алтернативна макроикономическа политика, известна като „монетаризъм“. Той теоретизира, че съществува „естествено“ равнище на безработицата и твърди, че правителствата могат да увеличат заетостта над този процент (например чрез увеличаване на съвкупното търсене) само с риск инфлацията да се ускори. Той се аргументира, че кривата на Филипс не е стабилен показател и прогнозира появата на стагфлация. Въпреки че се противопоставя на съществуването на Федералния резерв, Фридман твърди, че вземайки предвид неговото съществуване, единствената мъдра политика е стабилно, слабо разширяване на паричното предлагане.

## Статистика
Макар че е по-малко известен в статистиката, Фридман е бил също така отличен статистик. Един от неговите най-известни приноси за статистиката е последователното семплиране Архив на оригинала от 2010-06-30 в Wayback Machine..

## Награди
Милтън Фридман е бивш президент на Американската икономическа асоциация, Западната Икономическа Асоциация, Дружество Монт Перелин, член е на: Американското Философско Дружество и Националната Академия на Науките, и е един от изследователите към Националното Бюро за Икономически Изследвания в САЩ. Работил е като съветник в държавната администрация на президента Рейгън през 80-те години. През 1976 е Нобелов Лауреат за икономически науки – за изключителен принос в потребителските анализи, изследването, историята и теорията на паричната система, ценообразуването, и за неговите доказателства за сложността на стабилизационната политика. Според Фридман е напълно възможно да съществува постоянен икономически растеж и ниски нива на инфлацията, всичко което той изтъква като необходимо за това е добра правителствена парична политика от една страна и фискална, и регулационна политика от друга.
През 1988 получава Президентски Медал на Свободата и Национален Медал за Наука през същата година. Той е широко признат като лидер на Чикагската школа за паричната икономика.

## Трудове
Главните трудове на Фридман са от 50-те години, като в началото той развива анализа на търсенето на пари, преминавайки от теоретичен към иконометричен модел. През 1956 г. разглежда търсенето на пари като зависещо от определен брой променливи. През 1959 г. изтъква голямото значение на една от тях – величината постоянен реален доход, а останалите играят вече второстепенна роля.
Публикувал е множество книги и статии, като някои от тях са:
- „A Theory of the Consumption Function“ (1957)
- „The Optimum Quantity of Money and Other Essays“ (1976)
- (с Ана Шварц) „A Monetary History of the United States“ (1963)
- (с Ана Шварц) „Monetary Statistics of the United States“ (1970)
- (с Ана Шварц) „Monetary Trends in the United States and the United Kingdom“ (1982)
- Фридман, Милтън. Немирството на парите.   Дамян Яков, 1994. ISBN 954-527-033-0. (превод на „Money mischief“, 1992)
- Фридман, М., Ана Дж. Шварц. Великата контракция, 1929 – 1933. Изд.: Център за обществено развитие, 2015. ISBN 978-619-90139-1-5